# 기관내삽관
줄여서 삽관이라고도 하는 기관내삽관(endotracheal intubation, 氣管內揷管)은 기도를 유지, 확보하거나 특정 약물을 투여하는 도관 역할을 하기 위해 신축성 있는 플라스틱 관을 기관 내에 삽입하는 시술이다. 기계환기, 폐호흡을 용이하게 하고, 질식 또는 기도 폐쇄의 가능성을 방지하기 위해 중상을 입었거나 마취 상태인 환자에서 자주 시행된다.
가장 널리 사용되는 방법은 입기관삽관으로, 기관내관을 입과 후두를 통해 기관으로 통과시키는 방법이다. 코기관삽관에서는 기관내관을 코와 후두를 통해 기관으로 통과시킨다. 다른 삽관 방법에는 수술이 수반되며, 여기에는 거의 응급 상황에서만 시행되는 윤상갑상연골절개술과 장시간의 기도 확보가 필요할 것으로 예상되는 상황에서 시행되는 기관절개술이 해당한다.
삽관은 침습적, 곧 조직의 손상을 입히기도 하며, 환자에게 불편한 시술이기 때문에 일반적으로 전신마취, 신경근차단제 투여 후 시행한다. 그러나 의식이 있는 환자에서도 국소마취 후에 시행 가능하며, 응급 상황에서는 무마취로도 시행할 수 있다. 삽관 과정에서는 일반적으로 후두경, 기관지 내시경, 비디오 후두경을 사용함으로써 성대를 식별하고, 성대 사이의 튜브를 식도가 아닌 기관으로 통과시킬 수 있게 된다.
일반적으로 기관내삽관이 시행된 후 튜브의 기관 안쪽 끝부분의 커프(공기주머니)가 부풀려져 제자리에 고정되어, 호흡 가스(산소 등)의 누출을 방지하고 기관 손상을 유발할 수 있는 물질이(위산 등) 기도에 유입되지 않도록 보호한다. 그런 다음 튜브를 얼굴이나 목에 고정하고 산소공급장치(T-piece), 마취 장치, 백 밸브 마스크 또는 인공호흡기에 연결한다. 더 이상 환기(호흡) 보조 또는 기도 보호가 필요하지 않으면 기관 튜브를 제거한다. 이를 발관이라고 하며, 윤상갑상연골절개술과 기관절개술과 같은 외과적 기도를 제거하는 경우에는 삽입관제거라고도 한다.
수세기 동안 기관 내에 삽관을 시행할 때 신뢰할 수 있는 유일한 방법은 기관절개술이었다. 그러나 소수의 환자만이 수술에서 살아남았기 때문에 의사들은 사망 직전의 환자에게 최후의 수단으로만 기관절개술을 시행했다. 그러나 19세기 후반이 되어서야 해부학과 생리학의 이해에 대한 진보와 미생물 병원설에 대한 인식이 기관내삽관의 시술 결과를 고려해볼 만한 치료 방안으로 간주할 정도로 개선했다. 또한 그 당시에는 내시경 장비의 발전으로 인해 직접후두경검사법이 구강을 통해 기도를 확보할 수 있는 비수술적 수단이 되었다. 20세기 중반까지 기관절개술, 내시경, 기관내삽관(비수술적)은 거의 사용되지 않는 시술에서 마취, 중환자의학, 응급의학, 후두과학의 필수 구성 요소로 발전했다.
기관내삽관은 치아를 부러트리거나 상기도 조직에 열상과 같은 합병증을 유발할 수 있다. 또한 위의 내용물이 폐로 들어갈 경우 심각한 흡인성 폐렴을 일으킬 수 있으며, 튜브를 잘못하여 식도로 통과시킨 경우 저산소증 등의 치명적인 합병증을 유발할 수 있다. 이 때문에 기관내삽관을 수행하기 전에 합병증의 가능성 및 시술이 어려워질 가능성을 신중하게 평가한다. 이를 위해 기도가 해부학적으로 비정상적이지 않은지, 기타 변수가 존재하지는 않는지 등을 확인한다. 기관내삽관이 실패할 경우를 대비하기 위해 기도 확보를 위한 대체 전략을 항상 준비해야 한다.

## 적응증
기관내삽관의 적응증에는 환자의 기도 유지 및 확보가 어렵거나, 기도 보호가 필요한 상황, 호흡이 불안정하거나, 혈액에 산소 공급이 원활하지 않은 다양한 상황들이 해당된다. 이러한 상황들은 질병 또는 의료 절차로 인해 발생할 수 있으며, 이때 단순히 안면 마스크를 사용하여 산소를 보충하는 것은 부적절하고 기관내삽관, 기관절개술 등의 기타 기도 확보 전략이 수반되어야 한다. 다음은 위에 언급된 상황이 발생하는 경우를 서술한 것이다.

### 의식수준 저하
의식수준이 저하된 경우에 호흡을 용이하게 하기 위해 기관내삽관이 시행될 수 있다. 특히 의식수준의 저하는 마취 과정에서 또는 뇌 손상으로 인해 발생한다. 의식수준이 저하된 경우에 무호흡 또는 저호흡이 동반될 수 있다.
마취 과정에서 기관내삽관의 역할은 두 가지이다. 첫째, 우선적으로 마취제의 투여를 위해 기관내삽관이 시행되어야 한다. 특히 흡입성 마취제(아산화질소 및 휘발성 마취제 등)를 투여할 수 있는 도관의 역할을 하기 위해 기관내삽관을 시행할 수 있다. 둘째, 마취로 인해 의식수준이 저하되었을 경우, 산소 공급 및 역류 방지에 대한 역할을 한다. 마취제 중에서도 전신마취제, 아편유사제, 신경근 차단제는 호흡 운동을 감소시키거나 없앨 수 있다. 기관내삽관은 가장 신뢰성 높은 산소 공급 및 환기 수단을 제공하고 역류 및 폐 흡인에 대해 가장 높은 보호 수준을 제공한다.
뇌 손상(예: 대규모 뇌졸중, 폐쇄성 뇌손상, 중독)으로 인해서도 의식 수준이 저하될 수 있다. 이것이 혼미 또는 혼수상태에 이를 정도로 심각해지면(글래스고 혼수척도 8 미만의 중증 외상) 기도의 근육 붕괴로 인해 기도가 막혀 폐에서의 공기 흐름이 방해받을 수 있다. 또한, 삼키기와 기침 등의 기도 보호 반사가 감소하거나 없어질 수 있다. 여기서 기관내삽관은 기도 개통성(상대적인 막힘이 없음)을 회복하고 위 내용물의 폐 흡인으로부터 기도를 보호하기 위해 필요하다.

### 저산소혈증
호흡이 부적절하거나(환기저하), 정지되었거나(무호흡), 폐가 산소를 혈액으로 충분히 전달할 수 없어 혈액의 산소 함량 및 산소 포화도가 감소한 환자의 경우 기관내삽관이 필요할 수 있다. 저산소혈증이면서 의식이 있는 환자는 일반적으로 다기관 질환을 앓고 있거나 심각한 부상으로 인해 위독한 상태인 경우가 많다. 호흡이 부적절할 가능성이 높은 질환, 상황의 예로는 척수 손상, 갈비뼈 골절, 연가양흉, 중증 폐렴, 급성 호흡곤란 증후군(ARDS), 익사 직전 등이 있다.
흡입산소농도(FIO2)가 50% 이상이면서 동맥의 산소 분압(PaO2)이 60mmHg 미만인 경우 삽관을 고려할 수 있다. 동맥 이산화탄소가 증가한 환자의 경우 산혈증에서 동맥 CO2 분압(PaCO2)이 45mmHg보다 높은 경우, 특히 측정 결과에서 호흡성 산증 악화가 입증될 경우 빠른 시간 내에 삽관이 필요하다. 실험값에 관계없이 항상 임상적 맥락에서 해석되어야 한다.

### 기도 폐쇄
기도 폐쇄가 진행 중이거나 예상될 때는 기관내삽관을 시행해야 한다. 이물질이 기도에 쌓이면 기도 폐쇄가 발생하여 생명을 위협할 수 있으며, 이는 특히 영유아에게 흔히 발생한다. 둔기외상, 관통상 등으로 인해 얼굴이나 목이 심하게 손상되었을 경우 부기와 혈종 확장, 후두, 기관, 기관지 손상을 동반할 수 있다. 기도 폐쇄는 연기 흡입, 기도 내부나 근처의 화상, 후두개염으로 인해서도 흔히 발생한다. 지속되는 전신 발작과 혈관 부종은 기도 폐쇄의 원인 중 하나이며, 이 때에도 기도 확보를 위해 기관내삽관이 필요할 수 있다.

### 기도 조작
진단 및 치료 등을 위한 기도의 조작(기관지경술, 레이저 시술 또는 기관지 스텐트 삽입술 등) 과정에서 간헐적으로 호흡 능력을 방해할 수 있으므로 기관내삽관이 필요할 수 있다.

### 신생아
신생아 호흡 곤란 증후군, 선천성 심장 질환, 기흉 및 쇼크 등의 증상은 신생아의 호흡 문제로 이어져, 기관내삽관 및 기계환기가 필요할 수 있다. 신생아에게 전신마취를 시행하여 수술하는 동안에도 기관내삽관이 필요하다.

## 장비

### 후두경
기관내삽관을 시행할 때는 일반적으로 한 가지 이상의 관찰 도구를 사용한다. 현대의 일반적인 후두경은 조명과 손잡이 내의 배터리, 직선이나 곡선 모양의 교체 가능한 블레이드 세트로 구성되어 있다. 이 장치는 후두경 검사자가 후두를 직접 볼 수 있도록 설계되었다. 이러한 장치가 보급되고 확산되면서 맹목적인 기관내삽관은 오늘날 거의 실행되지 않는다. 그러나 자연 재해 또는 인재와 같은 특정 응급 상황에서는 여전히 유용할 수 있다. 특히 병원 이송 전의 응급 상황에서 직접 후두경 검사가 불가능할 경우 맹목적인 수지삽관이 필요할 수 있다. 예를 들어, 자동차 충돌 후에 환자가 차량에서 거꾸로 뒤집어진 채로 구출이 늦어질 경우 구급대원이 맹목적인 수지삽관을 시행할 수 있다.